# Grégory Leca
Grégory Leca (Metz, 22 agosto 1980) è un ex calciatore francese, di ruolo centrocampista.

## Palmarès

### Club

#### Competizioni nazionali
- Ligue 2: 1

Caen: 2009-2010